# Maria Pospischil

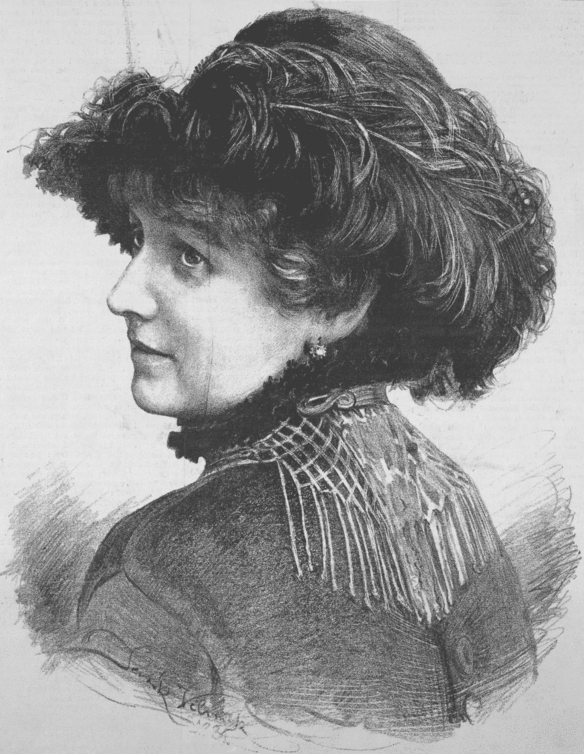
Maria Pospischil, Porträt von Jan Vilímek (1881)

Maria Pospischil, gebürtig Maria Vondrich, bürgerlich Maria von Hirschberg (* 23. Januar 1862 in Prag, Böhmen; † 28. Mai 1943 in Tegernsee, Deutsches Reich), war eine böhmisch-deutsche Bühnenschauspielerin, Schriftstellerin und Theaterleiterin mit einigen Auftritten beim deutschen Stummfilm des Jahres 1918.

## Leben und Wirken

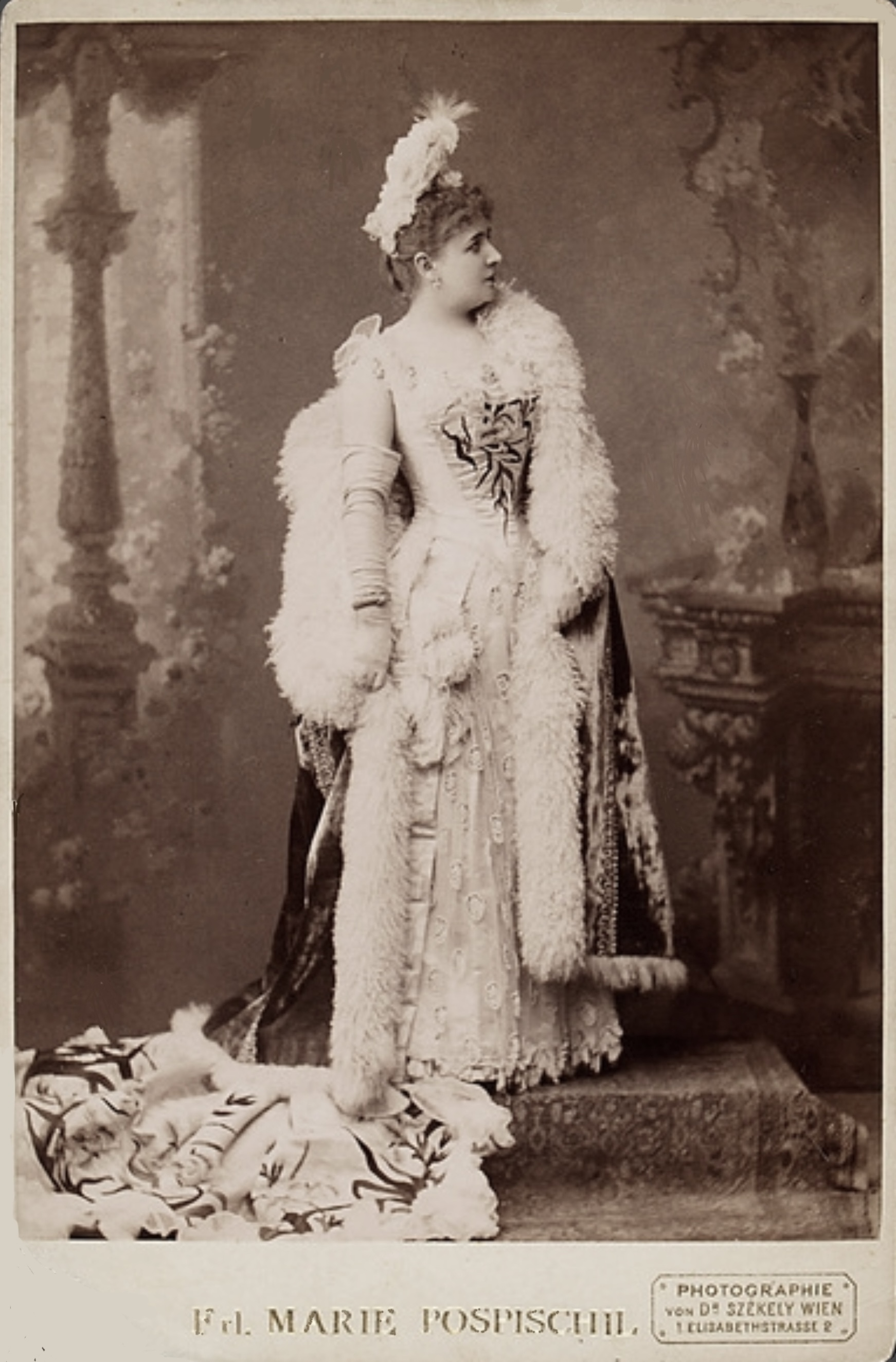
Maria Pospischil als Fedora aus dem gleichnamigen Drama von Victorien Sardou (um 1890)

Die Tochter eines Prager Fabrikanten von Kunstschmiedearbeiten begann, fast noch ein Kind, ihre Theaterlaufbahn als Mitglied einer Wandertruppe. Mit 16 Jahren erhielt Maria Pospischil ihr erstes festes Engagement, das sie an das böhmische Nationaltheater führte. In jungen Jahren belegte sie das Fach der Sentimentalen und tragischen Liebhaberin. Gerühmt wurde vor allem ihr „volltönendes Organ“, jedoch stand ihre stark akzentuierte tschechische Sprache einer Theaterkarriere in Deutschland, zu der ihr der in Prag gastierende Meininger Intendant und Hofrat Ludwig Chronegk geraten hatte, im Wege. Pospischil lernte daraufhin Deutsch und gab am 4. August 1885 einen überzeugenden Einstand als Jungfrau von Orleans am deutschsprachigen Theater von Prag.
Ein Jahr später wagte die böhmische Künstlerin den Sprung ans Deutsche Theater in Berlin. Dort wurde sie nun auch dem deutschen Publikum zum Begriff, und so erfolgte 1890 ein Ruf ans Burgtheater nach Wien. Nach drei Jahren kehrte sie in die deutsche Hauptstadt, ans Berliner Theater, zurück. In den Jahren 1894 und 1895 unternahm Maria Pospischil mehrere Gastspielreisen durch Deutschland, kehrte aber 1895 ans Berliner Theater zurück. Für Stück-Gastspiele bereiste die Künstlerin 1897 auch Dresden und trat am dortigen Hoftheater auf. Schließlich holte das Hamburger Stadttheater kurz vor der Jahrhundertwende die vielseitige Künstlerin zu sich, wo sie viele Jahre lang blieb und in der Parkallee 31 residierte. In Hamburg konnte Maria Pospischil, nunmehr in dem dankbaren Rollenfach der Ersten Heldin eingesetzt, mehr als je zuvor die gesamte Bandbreite ihres Könnens unter Beweis stellen: Sie überzeugte dort als Tragödin ebenso wie in gepflegten Konversationsstücken.
1908 folgte Pospischil einem Ruf in die alte Heimat, um in Aussig die Leitung des dortigen Stadttheaters zu übernehmen und förderte dort die Sprechbühne ebenso wie die Oper. So verbreitete sie in Böhmen die Musik Richard Wagners und brachte dessen Tannhäuser zur Aufführung. 1912 kehrte Maria Pospischil abermals nach Berlin zurück und trat am dortigen Theater in der Königgrätzer Straße auf. Inzwischen mit einem deutschen Oberstleutnant von Hirschberg verheiratet, kümmerte sie sich während des Ersten Weltkriegs um den Haushalt, während ihr Mann (gestorben 1930) eingezogen war und kehrte auch nach Kriegsende 1918 nicht mehr auf die Bühne zurück.
Maria Pospischils Rollenauswahl deckte faktisch die gesamte Bandbreite des klassischen Sprechtheaters ab: Man sah sie unter anderem als Lady Macbeth, als Iphigenie, als Maria Stuart, als Jungfrau von Orleans, als Penthesilea, als Sappho, als Medea, als Judith, als Magda (in Sudermanns Heimat) als Fedora und sowohl als Kriemhild als auch als Brunhild in einer Nibelungen-Aufführung. Nebenbei betätigte sie sich auch als Autorin, überliefert sind Pospischils „Erläuterungen zu Goethes Faust, erster und zweiter Teil“. Ihre Schauspieler-Tätigkeit beendete Maria Pospischil-von Hirschberg zum Kriegsende 1918 mit mehreren Rollen in wenig bedeutsamen Stummfilmen.

## Filmografie
- 1918: Es soll ein Schwert durch deine Seele dringen
- 1918: Mitternacht
- 1918: Der Dornenweg